# 米勒頓 (愛荷華州)
米勒頓（英語：Millerton）是一個位於美國愛荷華州韋恩縣的城市。

## 地理
米勒頓的座標為40°50′57″N 93°18′20″W / 40.84917°N 93.30556°W，而該地的平均海拔高度為327米（即1073英尺）。

## 人口
根據2010年美國人口普查的數據，米勒頓的面積為0.54平方千米，當中陸地面積為0.54平方千米，而水域面積為0.00平方千米。當地共有人口45人，而人口密度為每平方千米83人。